# Gottlieb Friedrich Bach
Gottlieb Friedrich Bach (Meiningen, 10 settembre 1714 – Meiningen, 25 febbraio 1785) è stato un pittore e organista tedesco.
Figlio di Johann Ludwig Bach, autore di un noto ritratto di Johann Sebastian Bach, che gli diede lezioni di musica. Fu pittore del gabinetto ducale di Meiningen, dove fu anche apprezzato come organista.
Suo padre era cugino di secondo grado di Johann Sebastian Bach ed era padre di Johann Philipp Bach.